# Epona
Epona – w mitologii celtyckiej bogini płodności oraz świata zmarłych, czczona jako dawczyni dóbr i potomstwa, opiekunka zwierząt (zwłaszcza koni) i jeźdźców. Jako jedno z najstarszych i najważniejszych bóstw celtyckich, łączyła w sobie cechy Matki-Ziemi i bóstwa solarnego; jej imię powstało od celtyckiego słowa oznaczającego klacz.

## W mitologii
Wyobrażanie jej m.in. w postaci klaczy obok towarzyszącego jej źrebięcia wskazywałby niedwuznacznie na funkcję jako bóstwa płodności. Część badaczy jednakże nie wyklucza, że Epona była też przewodniczką dusz do krainy zmarłych. Podobnie jak inne boginie-matki, często łączono ją ze śmiercią. W tym aspekcie przedstawiano ją z symbolizującym w mitologii celtyckiej pogrzeb stworzeniem – krukiem, albo z symbolizującym zaświaty psem. Klucz w jej rękach miałby oznaczać moc otwierania wrót do zaświatów.
Obecność w ogólnoceltyckiej tradycji bogini pod postacią klaczy (celt. epo) nie tylko wskazuje na szczególne znaczenie konia w życiu Celtów, lecz także sugerowałaby wczesne związki tego ludu z mieszkańcami stepów euroazjatyckich. Znamienne, że w kulturze Celtów koń nie odgrywał ważniejszej roli w słowotwórstwie (imionach) bóstw męskich, lecz głównie dotyczył bogiń. Np. w  mitach iryjskich odpowiedniki Epony to Étaín Echraide, Medb z Tary i Macha z Ulsteru, jak również Wielka Królowa – Rhiannon z walijskiego eposu (mabinogion) o Pwyllu, księciu Dyfedu, wprowadzająca przybyszów do siedziby małżonka.

## Ikonografia
W sztuce zazwyczaj przedstawiana z końmi:
- jako kobieta siedząca bokiem (na sposób damski) na koniu[6]);
- karmiąca konia z ręki;
- wiodąca dwa konie;
- jako klacz karmiąca źrebię[4];
- powożąca rydwanem (prawdopodobnie)[6].

Przedstawiana też na wprost w pozie stojącej bądź siedzącej, także w otoczeniu koni.
Na ogół odziana w długą szatę z rękawami i krągłe nakrycie głowy lub rodzaj zawoju. Niekiedy wyobrażana nago. 
W postaci siedzącej trzyma (podobnie jak Matrony) róg obfitości, paterę z owocami, dziecko przy piersi lub dwoje dzieci u boku. Przedstawiana na koniu dzierży kwitnącą gałąź drzewa.

## Kult

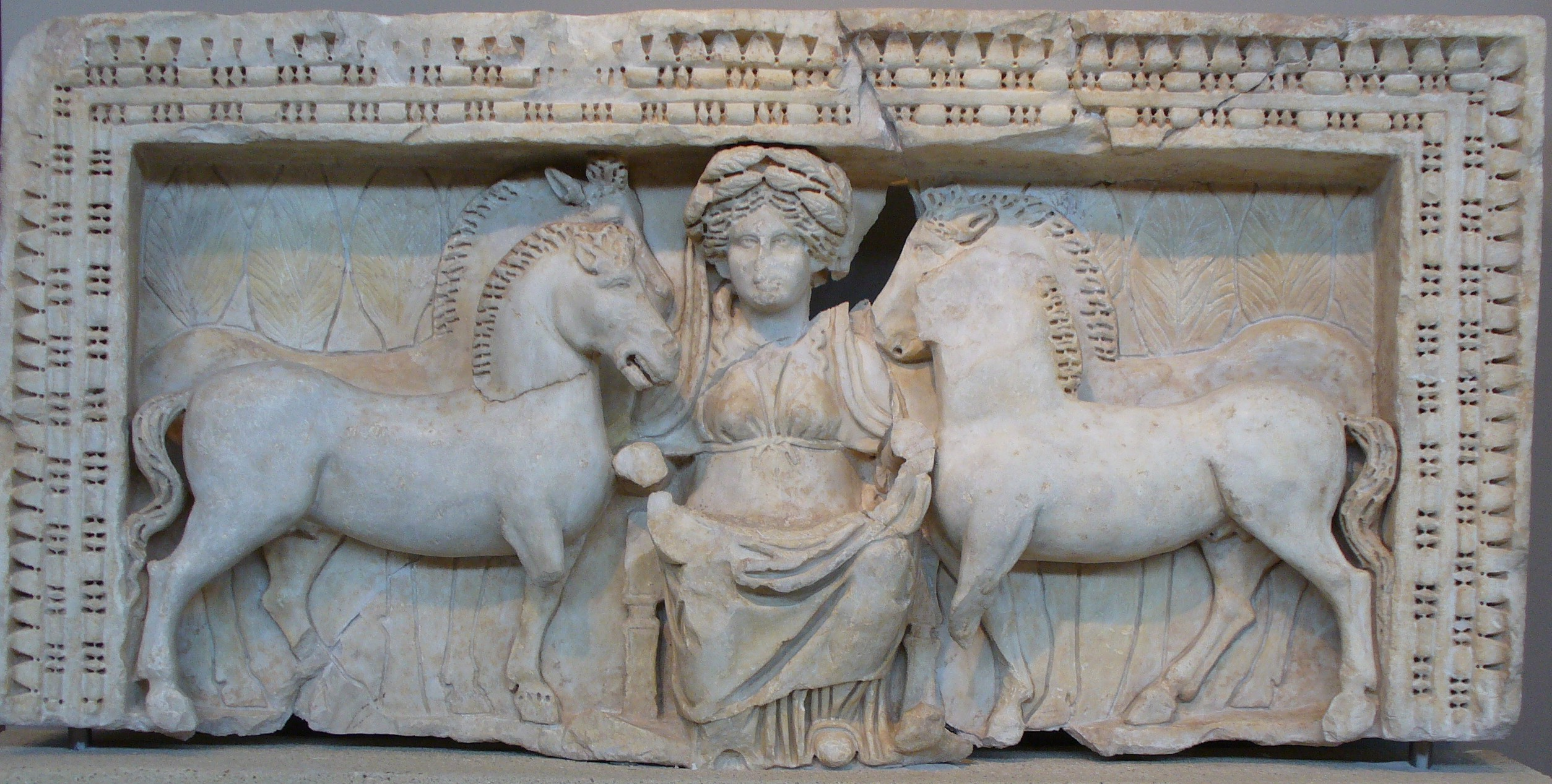
Wyobrażenie Epony z Tesaloniki (płaskorzeźba z IV w. n.e.) – późnorzymskie świadectwo rozpowszechnienia jej kultu

Epona należy do bóstw czczonych na całym obszarze osadnictwa celtyckiego. Najwięcej jej przedstawień pochodzi z Galli, z obszaru między Saoną a Loarą, zamieszkiwanego przez plemię Eduów. Zanim jej kult rozszerzył się w świecie celtyckim, była bóstwem plemiennym lub jedną z lokalnych Matron. Również w późniejszym czasie mogła należeć do bóstw plemiennych, czczonych pod nazwą miejscową; istnieje domniemanie, iż około 30 bóstw żeńskich stanowi wcielenia Epony albo jej historyczne transformacje.
Choć zasadniczo była bóstwem galijskim, ślady jej kultu (dedykowane inskrypcje) sięgają rzymskiej Tracji (np. Trimontium) i Macedonii; w Brytanii kultowe relikty zachowały się dość nieliczne. W Burgundii czczono ją jako bóstwo domowe, nie tylko patronujące hodowli koni, lecz ogólnie zapewniające pomyślność wraz z obfitością dóbr.
Jakkolwiek kult Epony w rzymskim cesarstwie obejmował wszystkie grupy społeczne, zapewne najbardziej rozpowszechnił się w armii, zwłaszcza w wojskach nadreńskich i naddunajskich. Bardzo żywy był w oddziałach (alae) pomocniczej kawalerii, zwłaszcza w cesarskiej straży przybocznej oraz wśród equites singulares augustii rekrutowanych w Galii, Dolnej Germanii i Panonii. Ich liczne modlitwy do Epony i innych bóstw celtyckich, rzymskich i germańskich znaleziono w 1994 na rzymskim Lateranie.
Mimo jej galijskiego pochodzenia, wiele inskrypcji dedykowanych Eponie w łacinie i (rzadziej) po grecku pochodzi nie tylko od Celtów, ale również od Germanów, Rzymian i innych mieszkańców cesarstwa. Przyjęta jako jedno z bóstw obcych, w I w. n.e. miała swe miejsce w rzymskim kalendarzu urzędowym, a według tzw. wiejskiego kalendarza z Guidizzolo, jej święto przypadało 18 grudnia. W literaturze rzymskiej o jej postaci i kulcie wspomina Juwenalis w Satyrach (8, 155–157) i Apulejusz w Metamorfozach (III, 27), a z pisarzy chrześcijańskich – Minucjusz Feliks (Octavius 28, 7) oraz Tertulian (Apologeticum 16, 3 i Ad nationes 1, 11). 
Na związek z jej kultem mogłoby wskazywać plenerowe wyobrażenie tzw. Białego Konia wykutego w kredowym wzgórzu w Uffington (południowa Anglia), lecz przeczyłoby temu jego datowanie na 1400 p.n.e., wobec faktu, iż kult Epony na Wyspy Brytyjskie został przeniesiony z Galii dopiero w I wieku n.e.